# Wilberforce Eaves

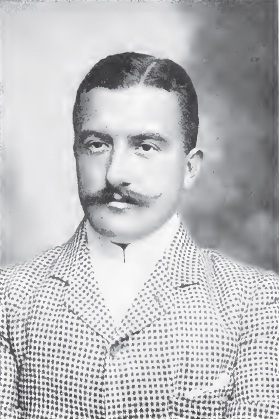
Wilberforce Eaves (1900)

Wilberforce Vaughan Eaves (10 de diciembre de 1867 - 2 de febrero de 1920) fue un tenista inglés. Llegó a dos finales de torneos Grand Slam de tenis, en 1895 en el Torneo de Wimbledon, perdió ante Wilfred Baddeley por 4-6, 2-6, 8-6, 6-2, 6-3. En 1897 llegó a la final del US Open de tenis, perdiendo ante Robert Wrenn por 4-6, 8-6, 6-3, 2-6, 6-2.
Ganó en los Juegos Olímpicos de Londres 1908, la medalla de bronce en categoría individual.